# 京福電気鉄道
京福電気鉄道株式会社（けいふくでんきてつどう、英: Keifuku Electric Railroad Co.,Ltd.）は、京都府京都市内で軌道事業（路面電車）とケーブルカー及びロープウェイを運営している会社である。東京証券取引所スタンダード市場（旧二部）に上場している。京福グループの中核企業であるとともに、京阪ホールディングスを親会社とする京阪グループの企業でもある。

## 概要
戦時の配電統制令により、京都電燈が解散するのに伴い、同社の鉄軌道事業を引き継ぐため1942年に設立された（詳細は後述）。
京都市内で軌道事業として「嵐山線」と総称される嵐山本線・北野線を、鉄道事業として比叡山に登る鋼索線（叡山ケーブル）・叡山ロープウェイを運営している。嵐山本線・北野線は「嵐電」（らんでん）と呼ばれ親しまれており、2007年3月以降はそれが公式愛称となっている。
かつては前記のほか、京都市内で「叡山線」「叡電」（えいでん）と総称される叡山本線・鞍馬線の2つの鉄道路線も運営し、福井県内でも福井本社（1993年6月までは福井支社）を置いて鉄道・バス事業を行っていた。叡山本線・鞍馬線は当時経営状態が悪化していたことから、京福全額出資で設立した子会社の叡山電鉄へ1986年に分離譲渡しており、福井本社ではバス事業を2000年に子会社の丸岡バスへ全面的に譲渡し（同時に丸岡バスは京福バスに社名変更）、鉄道事業も2003年に第三セクターのえちぜん鉄道へ譲渡して撤退したため、以後は京都市内での軌道事業と鉄道事業（鋼索線）、福井県での小規模な不動産事業を残すのみとなり、最盛期には120kmを超えた営業路線も現在では13km程になっている。
福井県内では、系列企業の三国観光産業（福井県坂井市）が三国競艇場（ボートレース三国）の施設を保有しているほか、越前松島水族館の運営も行っている。
嵐山本線・北野線の利用者数のピークは1965年頃の1483万人であった。2000年代に入ってからは、2000年度に約720万人となった後は年間600万人台で推移したが、2008年度は地下鉄太秦天神川駅開業の効果により702万人となった。しかし2009年度は景気低迷や新型インフルエンザ流行の影響などで676万人に減少し、2010年度も引き続き673万人に漸減した。以後は回復基調にあり、2015年度は789万人が利用した。
2013年4月1日から、嵐電とグループの京都バスの嵐山・嵯峨野地区の路線が1日利用できる「嵐電・嵯峨野フリーきっぷ」を発売した。京都バスは、2014年3月22日に京都市営バス（市バス）とともに嵐山・嵯峨野地区を均一料金区間に編入し、同時に「市バス専用一日乗車券カード」を「市バス・京都バス一日乗車券カード」に改めて嵐山・嵯峨野地区でも使用可能としており（さらに2018年3月17日に「バス一日券」と改称）、嵐電や京都市営バスと連携した料金区間の拡大や交通系ICカードへの対応など、交通機関としてのシームレス化を進めている。

## 社章
社章は、京都電燈の時代より使用されている菱形雷紋となっている（縦横比は2:3、黒線と空白の比率は4:1）。このほか、一時期福井支社では社章と併用する独自のシンボルマークが使用されていたこともあった。

社章の規格
福井支社のシンボルマーク
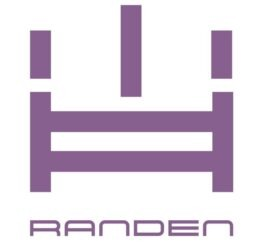
嵐電ロゴマーク

2024年12月、2025年春のモボ1形運行開始に合わせ、「嵐」と「電」の漢字をベースにした嵐電ロゴマークを発表した。
京福グループ全体は京阪グループではあるが、京阪グループ共通ロゴは使用していない（分社化した叡山電鉄では京阪グループ共通ロゴを使用している）。

## 沿革
配電統制令により、京都電燈が配電事業を関西配電（関西電力の前身）・北陸配電（北陸電力の前身）へ、発送電事業を日本発送電へ譲渡し解散するのに伴い、同社の京都（嵐山線・叡山線）と福井（越前線）での鉄軌道事業を引き継ぐため1942年に設立され、同年中に傍系の鞍馬電気鉄道・三国芦原電鉄が合流した。
京福の社名は、鉄軌道事業を行っていた京都と福井それぞれの頭文字を採ったものだが、京都と福井を結ぶ鉄道計画があったわけではない。京都は祇園を始め夜間の電力需要が多く、福井は逆に織物工場が稼動する昼間の電力需要が多いため、互いの電力を融通するために前身の京都電燈が建設した「京福送電線」が語源となっている。
1944年には永平寺鉄道・丸岡鉄道も合併し、1950年頃には京都と福井で合わせて120.9kmもの路線網を擁することになった。その後はモータリゼーションの進展に伴い、1960年代から1980年代にかけて、福井支社管内の不採算路線・区間の廃止や、叡山本線・鞍馬線を叡山電鉄として分社化するなどの合理化を進めた。
当初は阪神電気鉄道と関係が深く、車両や技術面の共通性も見られた。1960年頃までは観光開発地域の競合する京阪電気鉄道と激しく争っていたが、京阪は当時、近畿日本鉄道（近鉄）との間で奈良電気鉄道をめぐって株式の争奪戦となっており、当時の関西電力社長で京阪再発足時の京阪神急行電鉄社長であった太田垣士郎の仲介により、京阪の持つ奈良電気鉄道の株式を近鉄に譲渡し、代わりに近鉄の持つ京福電気鉄道の株式を京阪に売却することになり、京阪グループ入りした（2020年3月31日現在で京阪ホールディングスが43.16%の株式を保有する親会社）。また、かつて大株主として財務大臣が8%以上の株式を保有したことがあるが、これは以前の個人大株主の死去により、相続税の物納として京福電鉄の株式が納められたことによるものである。
京福が近年まで保守的な経営をとっていた表れの一つとして、京都本社では1980年代まで詰襟の制服を採用し、集電装置には集電部が回転するトロリーポールを、嵐山線では1975年まで、叡山線も1978年まで（途中からU字状のスライダーポールに交換）使用していた。いずれもトロリーバスを除く日本の鉄軌道事業者としては最後まで使用していたものである。

1964年8月(発坂駅西側)正面衝突事故、1977年8月(発坂駅東側)脱線横転事故、2000年12月(ブレーキ部品脱落)正面衝突事故、2001年6月(発坂駅西側)正面衝突事故など、福井の越前本線内では、わずか1kmの範囲で3度の事故とわずか半年間で2度に亘る電車同士の正面衝突事故を起こしたために、国土交通省中部運輸局から福井地区各線の列車運行停止を命ぜられた。京福は事業継続が困難になったとして、2003年に福井地区の鉄道事業（越前本線・三国芦原線）を廃止して撤退、えちぜん鉄道へ事業譲渡した。ただし、福井地区の鉄道事業は1990年代にすでに赤字であり、1992年2月には越前本線東古市 - 勝山間と永平寺線の廃止を表明。沿線自治体の支援によって存続したものの、バブル崩壊によって芦原温泉の定期通勤利用者が激減したことからそれまで堅調であった三国芦原線も急速に収益が悪化。このため事故前から全線廃止を含めた検討をしていた。
越前線からの撤退によって京福は経営不安が表面化したため、2002年に保有する叡山電鉄の株式をすべて京阪電気鉄道に売却した。これは親会社の京阪による救済策とされる。これにより叡山電鉄は京阪電気鉄道の完全子会社となった。
なお、京福は過去にも、1964年1月5日に当時の鞍馬線（現・叡山電鉄鞍馬線）で正面衝突炎上事故を起こし、わずか7か月後が前述の正面衝突事故である。またバス部門でも、1985年10月に2階建て観光バスが中央自動車道でガードレールを突き破って県道に転落し、乗客3人死亡、57人が重傷、運転していた乗務員がその場で自殺するという事故を起こしている。

### 年表
- 1942年（昭和17年）
  - 3月2日 京福電気鉄道株式会社設立。京都電燈の鉄軌道事業を継承。
  - 8月1日 鞍馬電気鉄道・三国芦原電鉄を合併。鞍馬線、三国芦原線とする。
- 1944年（昭和19年）12月1日 永平寺鉄道・丸岡鉄道を合併。永平寺線、丸岡線とする。
- 1946年（昭和21年）8月7日 京都バス株式会社を全額出資の子会社として設立、京都地区のバス事業子会社を統合。
- 1948年（昭和23年）11月26日 福井県乗合自動車の乗合バス事業の一部を譲受。
- 1952年（昭和27年）11月12日 子会社として三国競艇施設（現・三国観光産業）設立。
- 1956年（昭和31年）7月5日 比叡山ロープウェー営業開始。
- 1959年（昭和34年）4月16日 比叡山頂遊園営業開始。
- 1960年（昭和35年）10月20日 福井支社でタクシー事業営業開始。
- 1962年（昭和37年）4月1日 京福タクシーにタクシー事業を譲渡。
- 1963年（昭和38年）8月1日 福井県乗合自動車を合併し、福井地区のバス事業を直営化。
- 1964年（昭和39年）
  - 1月5日 京福電鉄鞍馬線電車衝突事故発生。
  - 8月22日 越前本線 保田-発坂間 衝突事故発生 1名死亡。
  - 10月2日 八瀬遊園営業開始。
  - 12月24日 比叡山人工スキー場営業開始。
- 1968年（昭和43年）7月11日 丸岡線を廃止。
- 1975年（昭和50年）12月15日 嵐山本線・北野線の集電装置をホイール式ポールからZパンタに変更。
- 1977年（昭和52年）8月6日 越前本線 発坂-比島間 老朽レール破損による脱線転覆事故発生。
- 1977年（昭和52年）8月9日 同月脱線転覆事故の3日後 越前本線 小舟渡-保田間 摩耗レール破損による脱線事故発生。
- 1978年（昭和53年）10月19日 叡山本線・鞍馬線のトロリーポール集電をパンタグラフ集電化。
- 1985年（昭和60年）7月6日 叡山電鉄株式会社を全額出資の子会社として設立。
- 1986年（昭和61年）4月1日 叡山本線・鞍馬線を叡山電鉄に分離譲渡。
- 1993年（平成5年）7月1日 福井支社を本社に昇格し、京都本社との2本社体制とする[15][16]。
- 2000年（平成12年）
  - 1月24日 比叡山頂遊園が閉園。
  - 4月1日 福井地区で行っていた直営バス事業を子会社の丸岡バスに譲渡。丸岡バスは京福バスに改称。
  - 12月17日 京福電気鉄道越前本線列車衝突事故（第1回）が発生。越前本線志比堺 - 東古市（現在の永平寺口）間で正面衝突事故。運転士が死亡。
- 2001年（平成13年）
  - 6月24日 京福電気鉄道越前本線列車衝突事故（第2回）が発生。越前本線保田 - 発坂間で正面衝突事故。
  - 6月25日 国土交通省から福井地区各線の列車運行停止を命じられる。
  - 11月30日 八瀬遊園「森のゆうえんち」閉園。
- 2002年（平成14年）
  - 7月1日 嵐山本線・北野線にスルッとKANSAI導入、均一運賃（大人200円）となる。
  - 9月27日 比叡山人工スキー場を廃業。
  - 10月21日 永平寺線を廃止。
- 2003年（平成15年）2月1日 福井地区の鉄道事業を受け持つ福井鉄道部を廃止。えちぜん鉄道へ事業譲渡[13][14]。
- 2004年（平成16年）7月1日 福井本社を廃止し、福井事務所を設置。
- 2005年（平成17年）5月31日 八瀬かまぶろ「喜鶴亭」廃業。
- 2007年（平成19年）3月19日 嵐山本線・北野線で駅番号制度を開始、7駅の駅名を変更。ラインカラーを正式に導入（なお、駅番号とラインカラーはそれ以前から北野線の一部の駅で試用されていた）。
- 2008年（平成20年）4月1日 四条大宮・嵐山・帷子ノ辻・北野白梅町の各駅で発車メロディ導入。また、書家の吉川壽一の筆による「嵐電」の墨書のロゴ（嵐電天神川駅の写真を参照）を使用開始。
- 2009年（平成21年）江ノ島電鉄との姉妹提携記念で運行されている、江ノ電の塗装を模した「江ノ電号」。

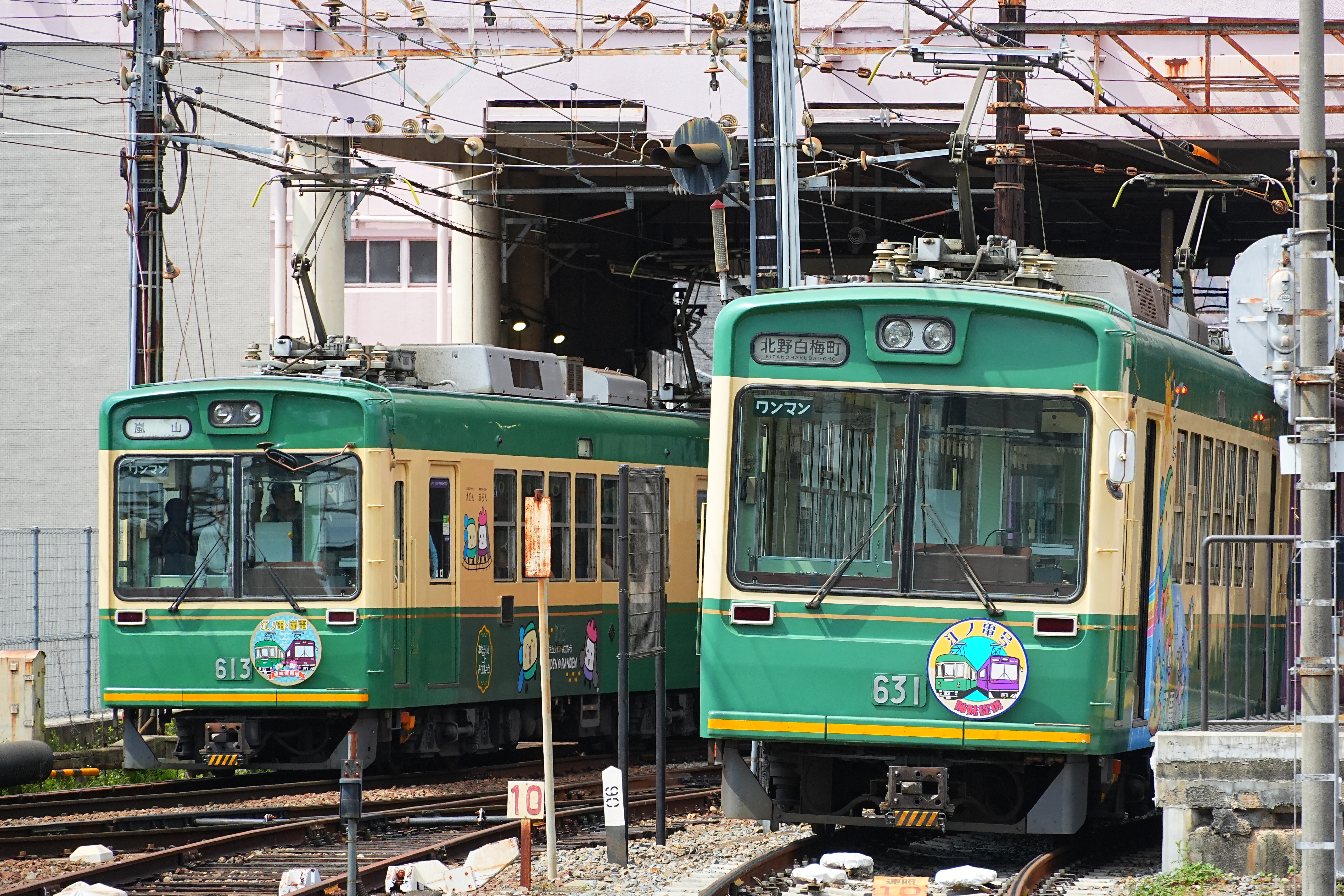
江ノ島電鉄との姉妹提携記念で運行されている、江ノ電の塗装を模した「江ノ電号」。

  - 10月14日 神奈川県の江ノ島電鉄と姉妹提携締結[17][18]。嵐山駅では調印式が行われ、締結を記念して江ノ電カラーに塗飾された電車「江ノ電号」を運行。車内には、鎌倉の神社仏閣や湘南の写真などが展示されていた。なお、江ノ電では嵐電カラーに塗飾した電車「嵐電号」が走る。
  - 8月 兵庫県養父市関宮温泉「万灯（まんど）の湯」を指定管理者として運営（2012年3月まで）。
- 2010年（平成22年）3月25日 嵐山電車軌道として開業した嵐山本線が開業100周年。これを機会に車体色を伝統色である「京紫」に順次変更することを発表。まずモボ613が塗色を変更した。
- 2011年（平成23年）
  - 4月1日 嵐山本線・北野線にPiTaPaと自社専用の「らんでんカード」を導入。
  - 5月18日 ヤマト運輸と提携し、嵐山駅・嵐電嵯峨駅周辺の宅急便荷物を京福電車で貨客混載輸送開始[19]。
- 2013年（平成25年）
  - 3月1日 嵐山本線・北野線で優先座席にマタニティマークの掲出を開始[20]。
  - 3月23日 嵐山本線・北野線で交通系ICカードの全国相互利用を開始[21]。
- 2016年（平成28年）4月1日 撮影所前駅の開業に合わせて、嵐山本線・北野線で駅番号の振り直しを実施[22]。
- 2017年（平成29年）6月8日 高雄メトロを運行する高雄捷運公司とすでに提携していた江ノ島電鉄とともに観光連携協定を締結（江ノ電と高雄捷運は延長）。高雄捷運のマスコットキャラクター「高捷少女」（たかめ少女）と京福電気鉄道の公式キャラクター「福王子ひかる」のラッピング車両を嵐山線で運行。使用済み乗車券を提携先の1日乗車券に交換できる日台間のキャンペーンを開始[23][24]。
- 2022年（令和4年）4月 東京証券取引所市場第二部からスタンダード市場へ移行。

## 路線

京都本社路線図（叡山電鉄を含む）

福井本社路線図（休止当時）

各路線の運行形態、駅の一覧は以下の各項目を参照。

### 現行路線
線名の前のマークは駅番号の線別ローマ字記号（嵐山本線はA、北野線はB）を表す。京福電鉄の公式サイトなどでは、嵐山本線と北野線をあわせて、嵐山線、嵐電と称されている。
- 京都本社・嵐山線部門
  -  嵐山本線  - ラインカラーは赤色
  -  北野線  - ラインカラーは桔梗色
- 鋼索線（叡山ケーブル）
- 叡山ロープウェイ

### 譲渡・廃止路線
- 京都本社・叡山線部門
  - 叡山本線（現：叡山電鉄叡山本線）
  - 鞍馬線（現：叡山電鉄鞍馬線）
- 福井本社（1993年6月までは福井支社）・越前線部門
  - 越前本線（現：えちぜん鉄道勝山永平寺線）
  - 三国芦原線（現：えちぜん鉄道三国芦原線）
  - 永平寺線 - 京福バスによる代行バスへ移行
  - 丸岡線

### 未成路線
- 北大路線：北大路駅 - 二軒茶屋駅 (5.3 km)、北大路駅 - 宝ケ池駅 (4.4 km) [26]
- 叡山本線：出町柳駅 - 三条駅 (1M45C[27], 2.4 km[26])… 鴨川電気鉄道（京阪鴨東線）が代替[26]

## 車両
合併などの経緯により路線同士が離れていたり、異なる路線規格を複数持ったりしている鉄道事業体は他にも存在するが、京福の3路線群は鉄道技術面での統一がまったく行われず（電動貨車の嵐電モト1000形・叡電デト1000形のみ共通車体）、たとえば300形電車をとっても、嵐山線はモボ301形・叡山線はデオ300形・越前線はホデハ301形（その後モハ・クハに変更してえちぜん鉄道になってからはMC・TC）と車両番号が重複するどころか、形式記号までバラバラであった。嵐山線の「ボ」や越前線の「ホ」はボギー車を意味するが、この形式記号を使っている鉄道会社は現在ではごくわずかである。
嵐山線と鋼索線の現有車はほとんどが阪神電鉄系の武庫川車両工業製であり、分社された叡山線も現有車は武庫川車両製で統一されており、越前線でも阪神電鉄からの移籍車両を多く受け入れていた。2002年の武庫川車両工業解散後は長らく新車が導入されず、後身の阪神車両メンテナンスには従来車の更新工事を委託する程度とどまっていたが、2024年からはアルナ車両と共同でモボ1形(KYOTRAM)の製造を行っている。
車体塗装は全路線において、上半分が薄茶色・下半分が緑色となっていた。1970年代に京福バスが白地・茶帯塗装（京都バスも同一塗装）を採用すると、越前線でも比較的すぐこれを採用。尾灯部分も茶色に塗ったり、同じ形式でも頭部を茶色に塗った車両と白に塗った車両が混在したりするなどの特徴があった。叡山線でも叡電分離後の新車に白地・茶帯塗装が採用されたが、現在は叡電・えちぜん鉄道ともに全く新しい塗装が採用され、この塗装の車両は消滅した。嵐電においても塗装簡略化を目的として2010年の開業100周年を機に、塗色が「京紫」に変更されることになり、2020年6月現在で塗色変更車が19両まで拡大されており、従来の塗色車は徐々に数を減らしている。（2020年6月現在で従来塗装車は301号、103号の2両のみ）

### 嵐山線
車体デザインは大きく変更しながらも、全車が同一性能を持つという車両設計の下、1990年代後半になるまでモボ101形の主要機器類を踏襲した自動加速制御の吊掛け駆動車を導入してきた。これは鉄道事業者としては異例である。だが、最新のモボ2001形でWN駆動方式やVVVFインバータ制御を採用するなど、最新技術も多数採用している。ただ、そのためにモボ2001形は他形式との併結ができず、2両編成になる場合は2001号と2002号の組み合わせに限定される。方向幕はモボ501形以降に搭載され、それまでの車両には運行標識を掲出して運行している。方向幕はモボ501形とモボ611形以降とでは変更されている（モボ501形には「ワンマン」の表示が入る）。

#### 現有車両

##### 電車

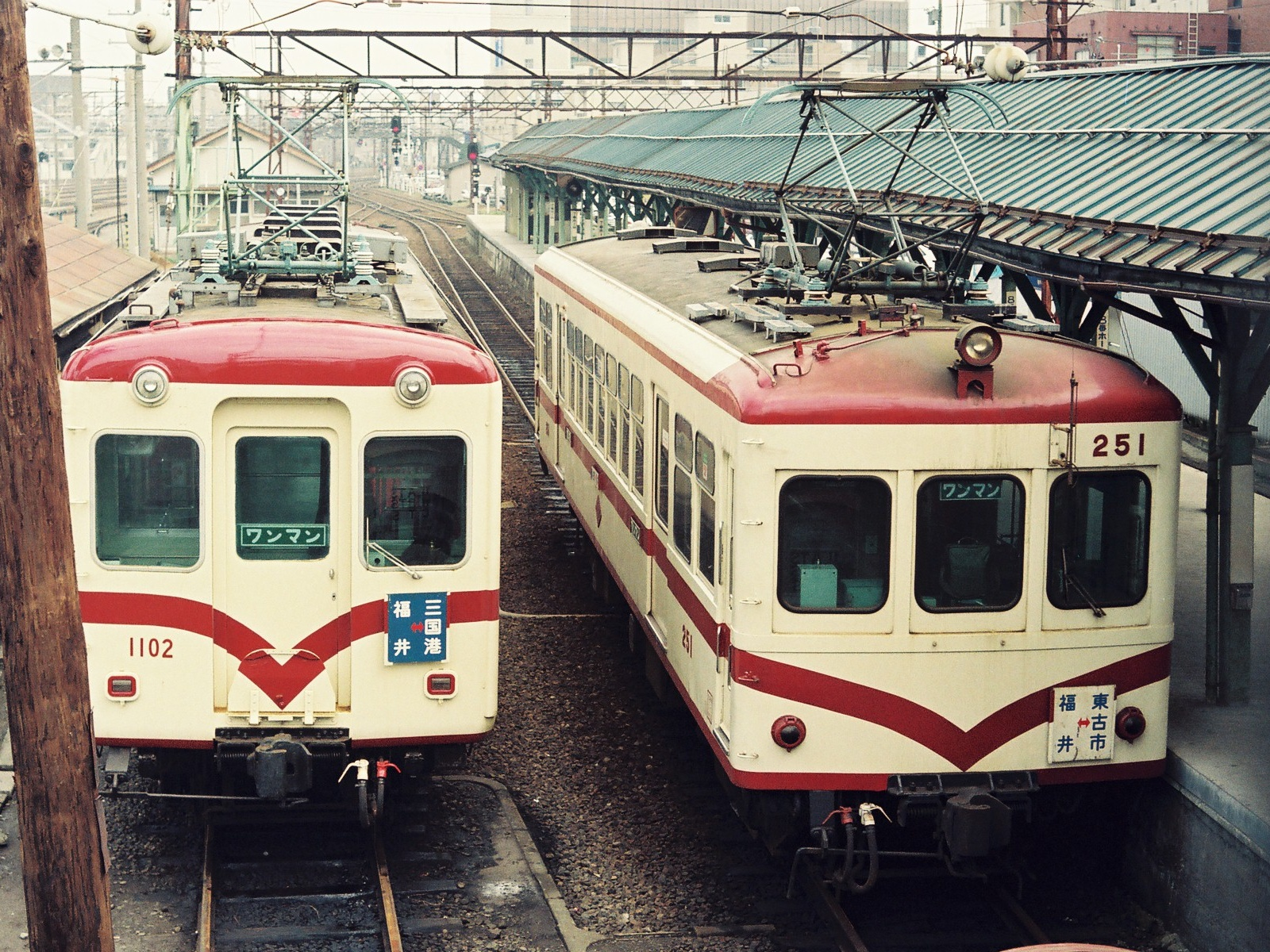
福井駅に並ぶモハ1001形電車（左）とモハ251形（1991年3月撮影）

製造順に配列
- モボ101形：6両（101 - 106）
- モボ301形：1両（301）
- モボ501形：2両（501, 502）- モボ111形・モボ121形の機器流用車
- モボ621形：5両（621 - 625）- モボ121形の機器流用車
- モボ611形：6両（611 - 616）- モボ111形の機器流用車
- モボ21形：2両（26, 27）- レトロ調電車、モボ121形の機器流用車
- モボ631形：3両（631 - 633）- ク201形の機器流用車
- モボ2001形：2両（2001, 2002）
- モボ1形：1両 - 2025年2月28日に営業運転を開始した「KYOTRAM」の愛称を持つ車両[28]。2023年5月30日に導入が発表された。老朽化の進むモボ101形およびモボ301形を置き換えるため2024年度に1両、2025年度から2028年度にかけて計6両を導入予定[29]。2024年3月25日にKYOTRAMを紹介するための専用SNSアカウントをXおよびInstagramに開設した[30]。

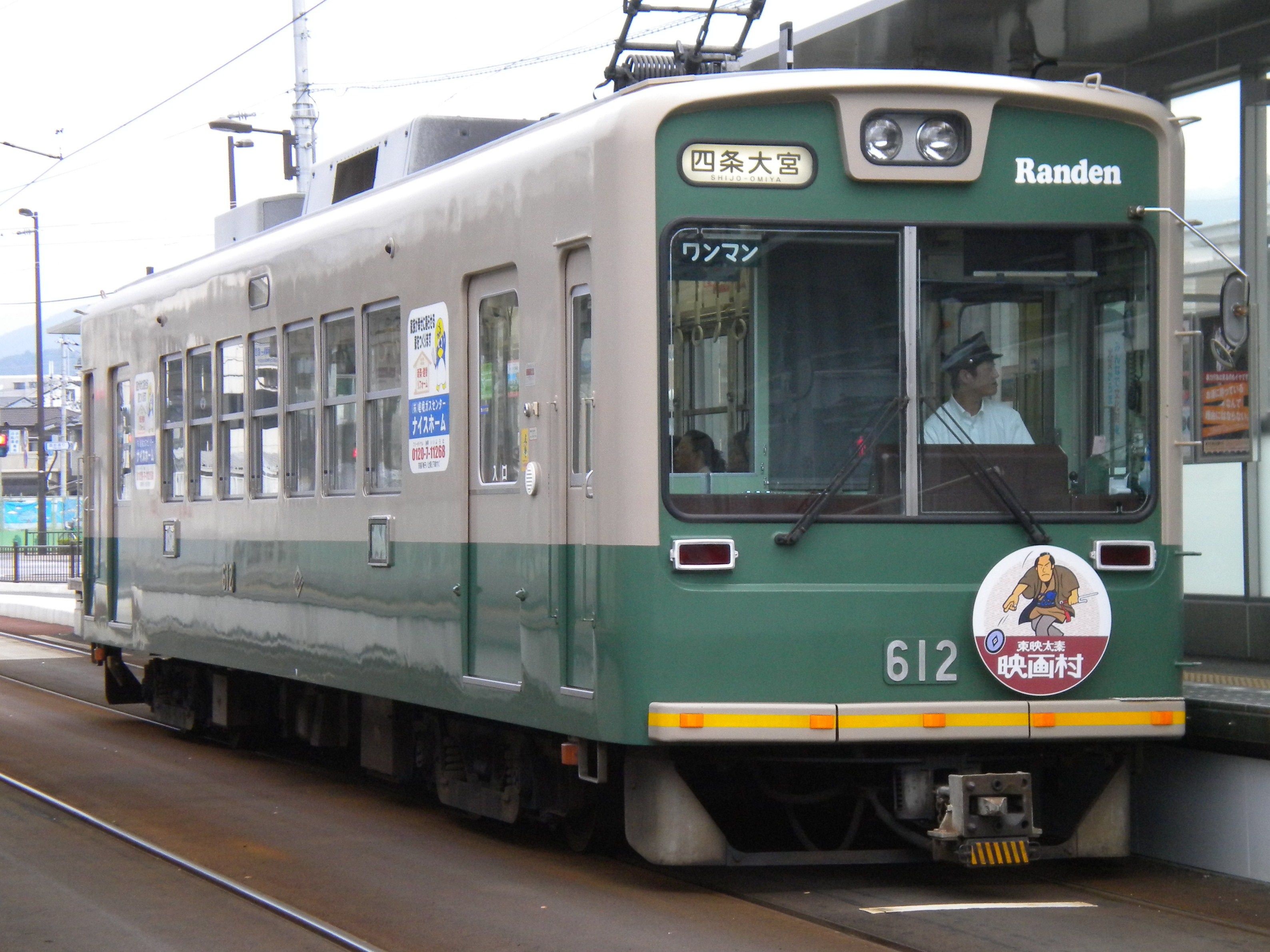
嵐電天神川駅に停車するモボ611形612号車
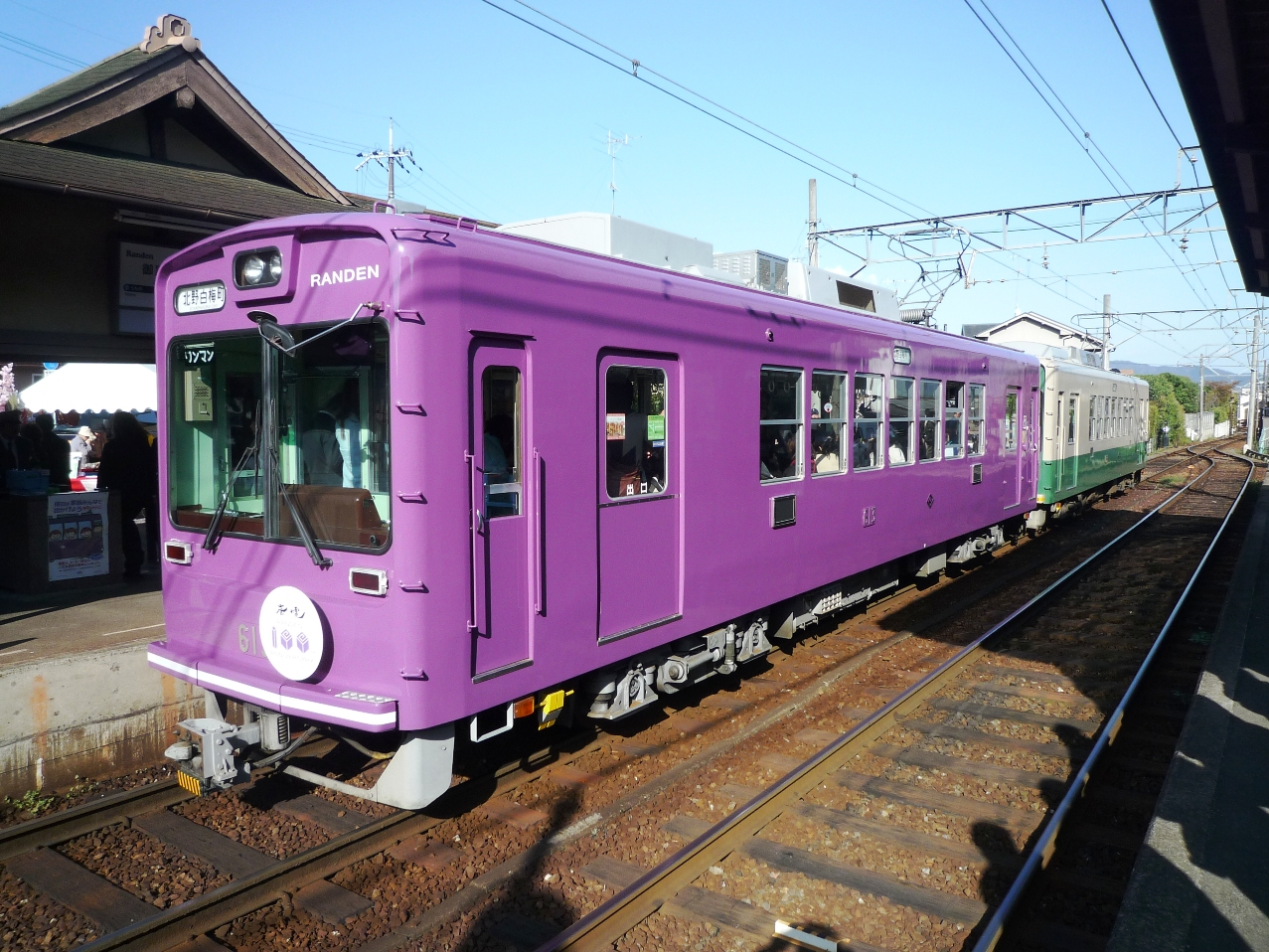
京紫の新塗装となったモボ611形613号車
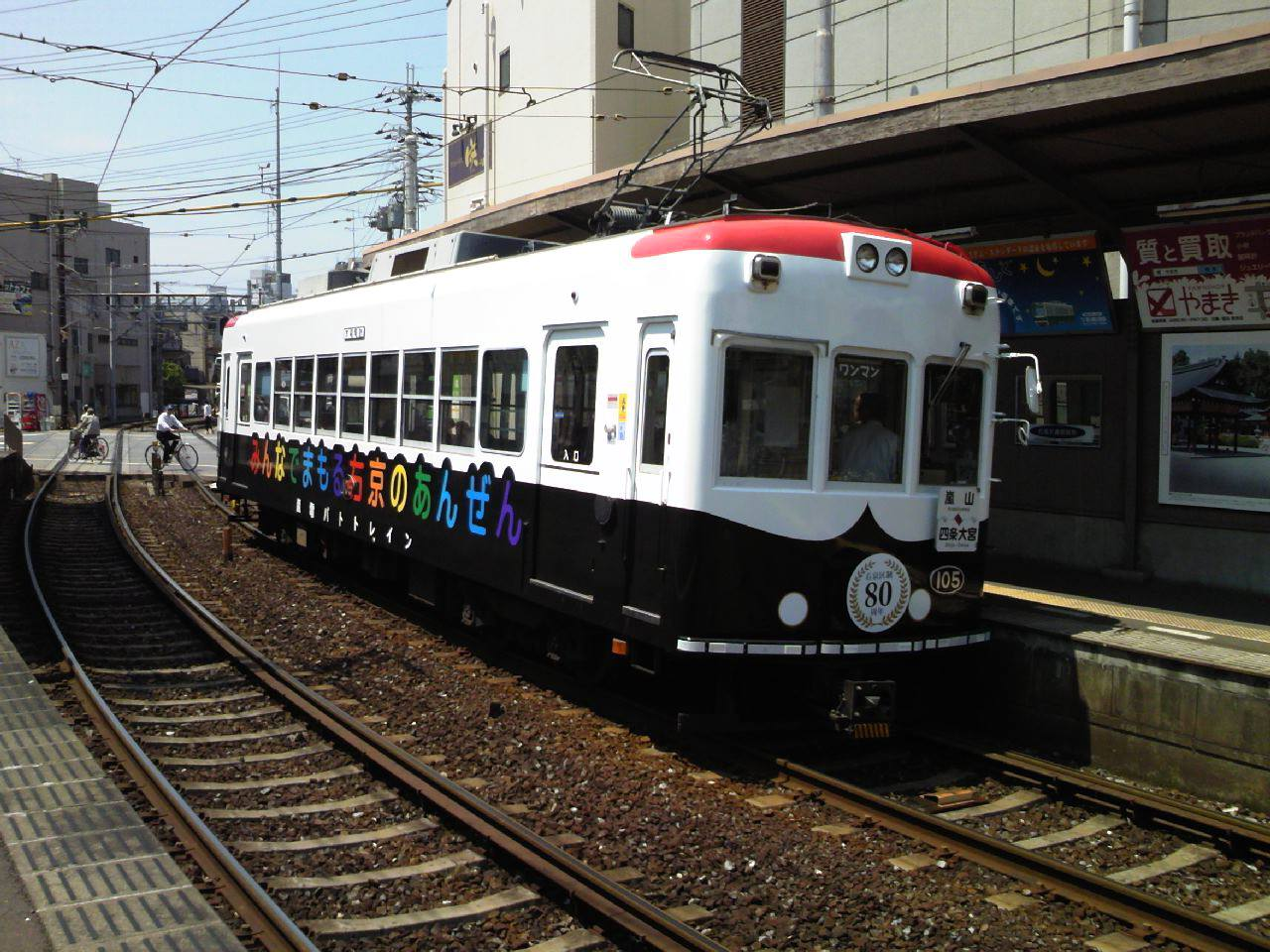
パトトレイン ラッピング車 モボ101形105号車
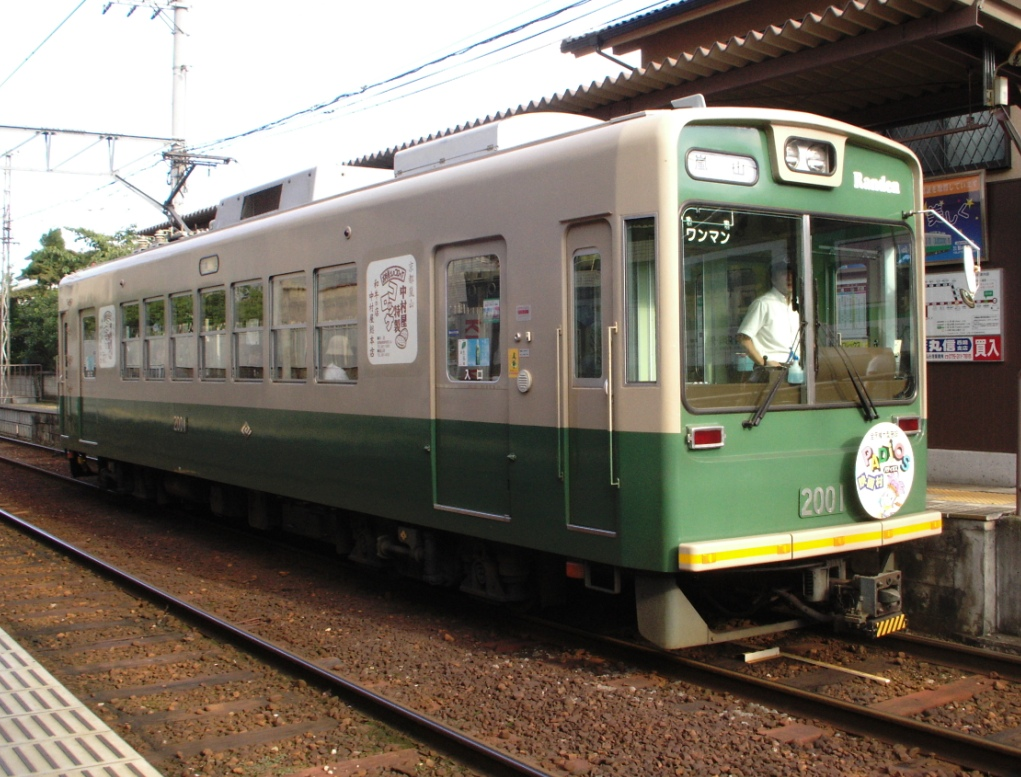
モボ2001形電車（現在は京紫塗装に変更）
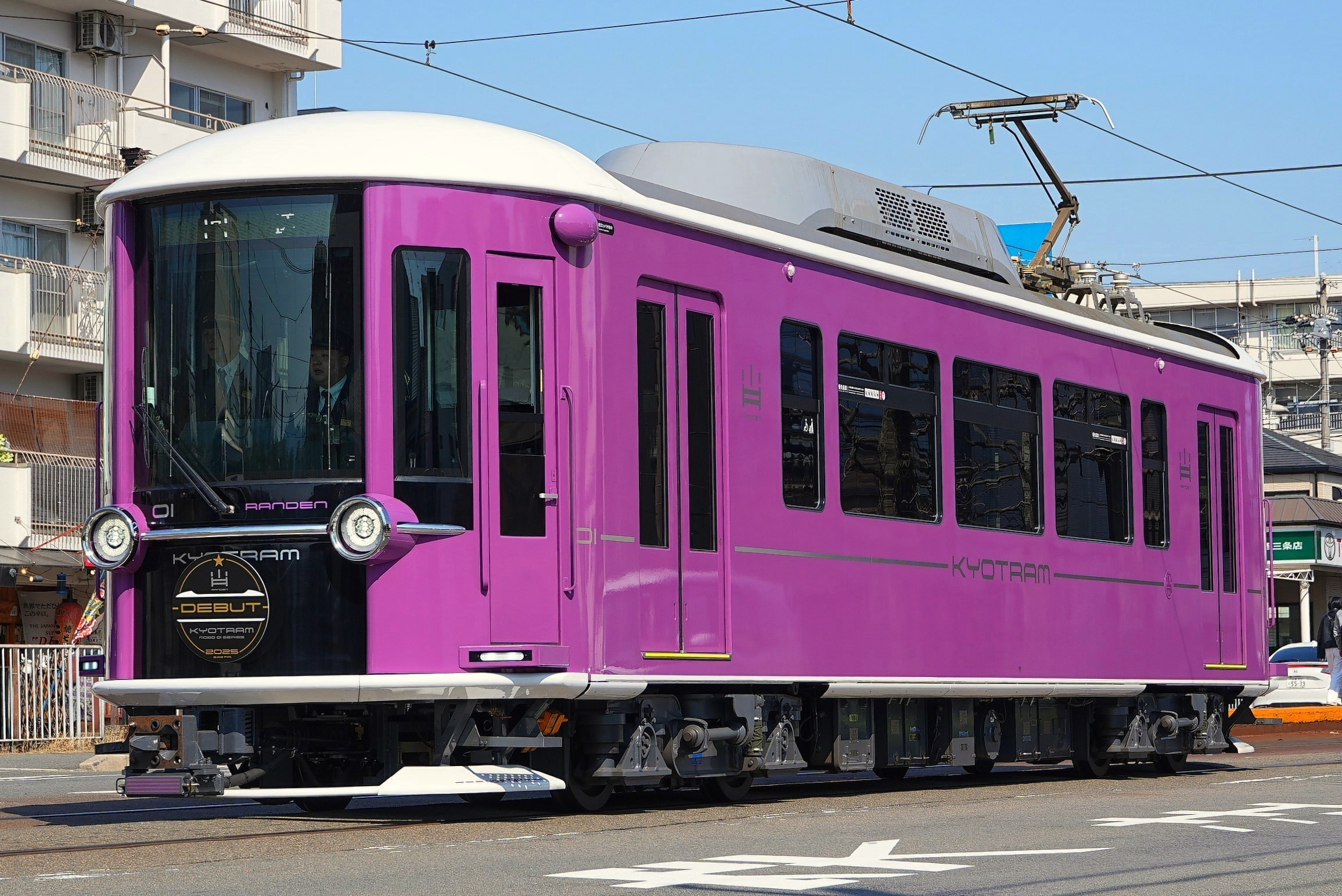
2025年に登場したモボ1形電車

##### 貨車

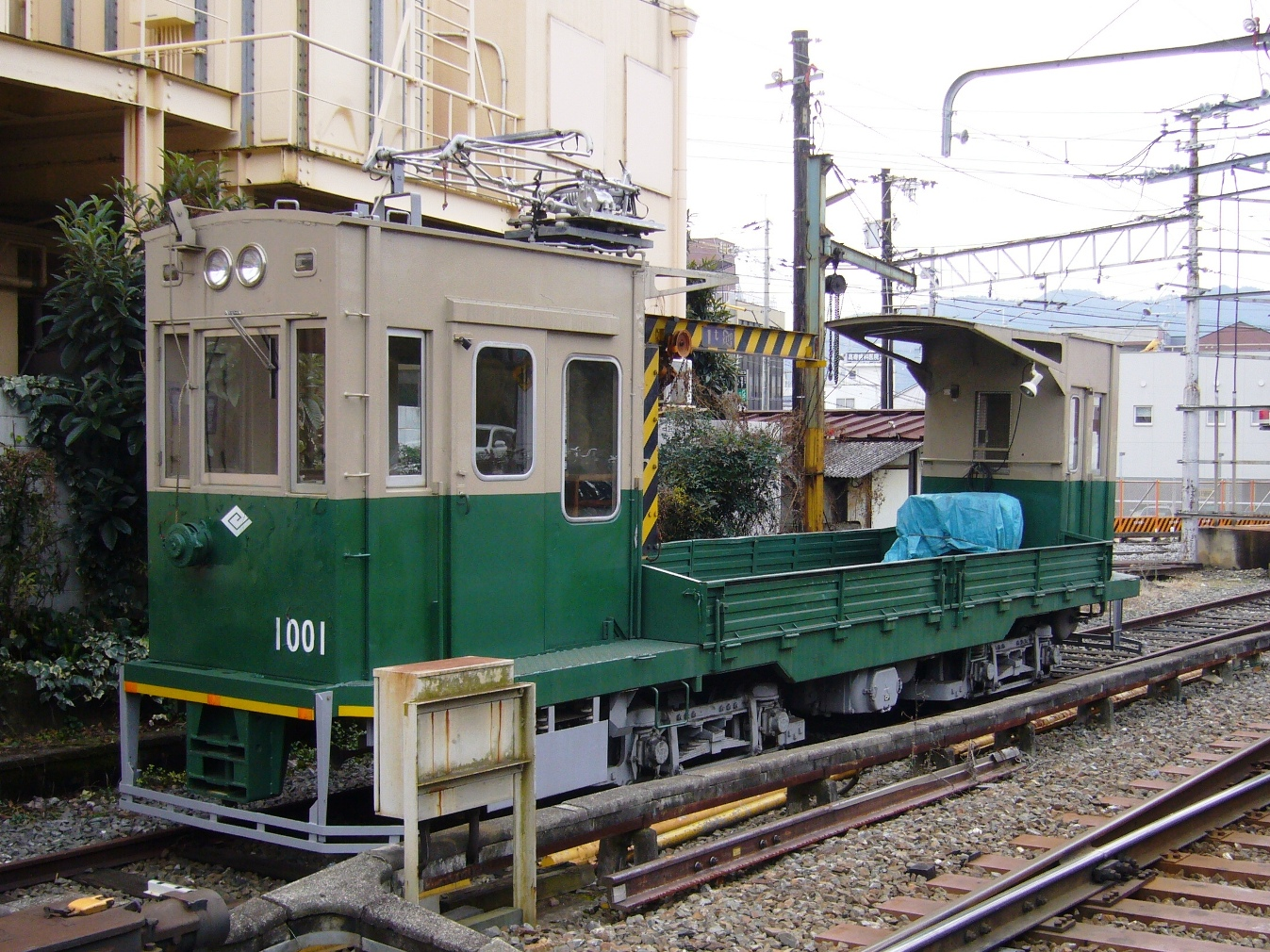
モト1000形電車1001号車 (2009年)

- モト1000形：1両（1001）- 電動貨車

#### 過去の車両
- モボ111形
- モボ121形
- ク201形（制御付随車）
- 1形 1-20

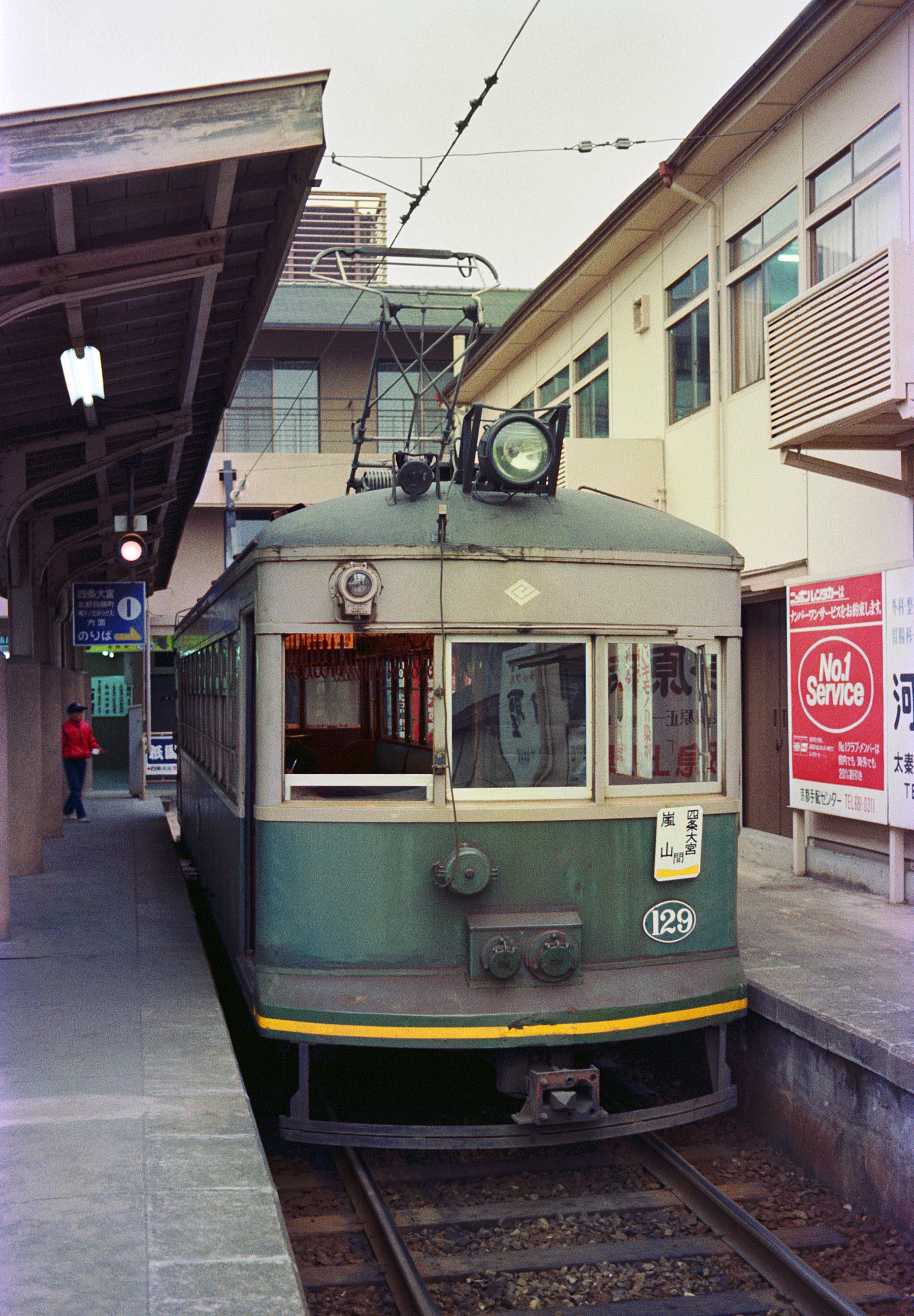
モボ121形129号車 (1982年)

  - 嵐山電気軌道の四条大宮-嵐山間の開業に際して1910年3月川崎造船所で製造された。丸屋根の木造単車で車体長は約8,5m、吹きさらしのデッキで側面窓は8枚、台車は21Eで電動機は22.4 kW×2であった。1919年から1923年にかけてベスビューゲル形に変わったがそれ以外に目立った変化は無く、1924年以降17両が21形に改造され、2両（5・20）は有蓋電動貨車フモ501形に機器が流用された。残り1両は不明。
- 31形 31-37
  - 元阪神1形31-37であり、1921年11月に入線し、翌年3月より使用された。京福への入線にあっての目立った改造は無く、32は1929年4月16日の北野線での事故により1920年1月18日付で、他の6両もモボ121形の登場により1926年12月28日付で廃車となっている。
- 21形 21-27・51-61
  - 1形を改造し23-25が1924年8月に、21・22が同年10月、26・27が同年12月に竣工。車体長は9,296mmであり、出入台に扉が設けられ、ホイルベースが1,981mmから2,734mmに延長されている。その後残存の1形も改造することになり11両が51-61となった。20番台車との差異は社内灯が2灯ブランケットから3灯バルベット4個になった点である。路面からの乗降にはステップを利用する必要がある事から、北野線で使用された。モボ101系の増備に伴い、22・23・27・53・59・60・61は1932年5月20日付で、21・24・25・26・51は1938年6月15日付、54・56・57は1939年3月15日付、52・55・58が1940年5月に廃車となった。このうち54・56・57は奉天交通株式会社に売却されている。

#### 車両数の変遷
| 年度       | モボ101形 | モボ111形 | ク201形 | モボ121形 | モボ301形 | モボ501形 | モボ611形 | モボ621形 | モボ21形 | モボ631形 | モボ2001形 | 合計（冷房車） |
| ---------- | --------- | --------- | ------- | --------- | --------- | --------- | --------- | --------- | -------- | --------- | ---------- | -------------- |
| 1982 -1984 | 6         | 7         | 3       | 10        | 2         |           |           |           |          |           |            | 28(0)          |
| 1985       | 6         | 6         | 3       | 9         | 2         | 2         |           |           |          |           |            | 28(2)          |
| 1986 -1988 | 6         | 6         | 3       | 7         | 2         | 4         |           |           |          |           |            | 28(4)          |
| 1989       | 6         | 6         | 3       | 7         | 2         | 4         |           |           |          |           |            | 28(6)          |
| 1990       | 6         | 6         | 3       | 7         | 2         | 4         |           |           |          |           |            | 28(8)          |
| 1991       | 6         | 6         | 3       | 5         | 2         | 4         |           | 2         |          |           |            | 28(10)         |
| 1992       | 6         | 6         | 3       | 5         | 2         | 4         |           | 2         |          |           |            | 28(14)         |
| 1993       | 6         | 3         | 3       | 5         | 2         | 4         | 3         | 2         |          |           |            | 28(17)         |
| 1994       | 6         | 0         | 3       | 5         | 2         | 4         | 6         | 2         |          |           |            | 28(20)         |
| 1995       | 6         |           | 3       | 3         | 2         | 4         | 6         | 2         | 2        |           |            | 28(22)         |
| 1996       | 6         |           | 2       | 1         | 2         | 4         | 6         | 4         | 2        | 1         |            | 28(25)         |
| 1997 -2000 | 6         |           | 0       | 0         | 2         | 4         | 6         | 5         | 2        | 3         |            | 28(28)         |
| 2001       | 6         |           |         |           | 2         | 3         | 6         | 5         | 2        | 3         | 1          | 28(28)         |
| 2002 -2011 | 6         |           |         |           | 2         | 2         | 6         | 5         | 2        | 3         | 2          | 28(28)         |
| 2012 -現在 | 6         |           |         |           | 1         | 2         | 6         | 5         | 2        | 3         | 2          | 27(27)         |

- 事業用車除く
- 1982・83年は1月1日現在、84年以降は4月1日現在
- 『私鉄車両編成表』各年版、ジェー・アール・アール

### 叡山線

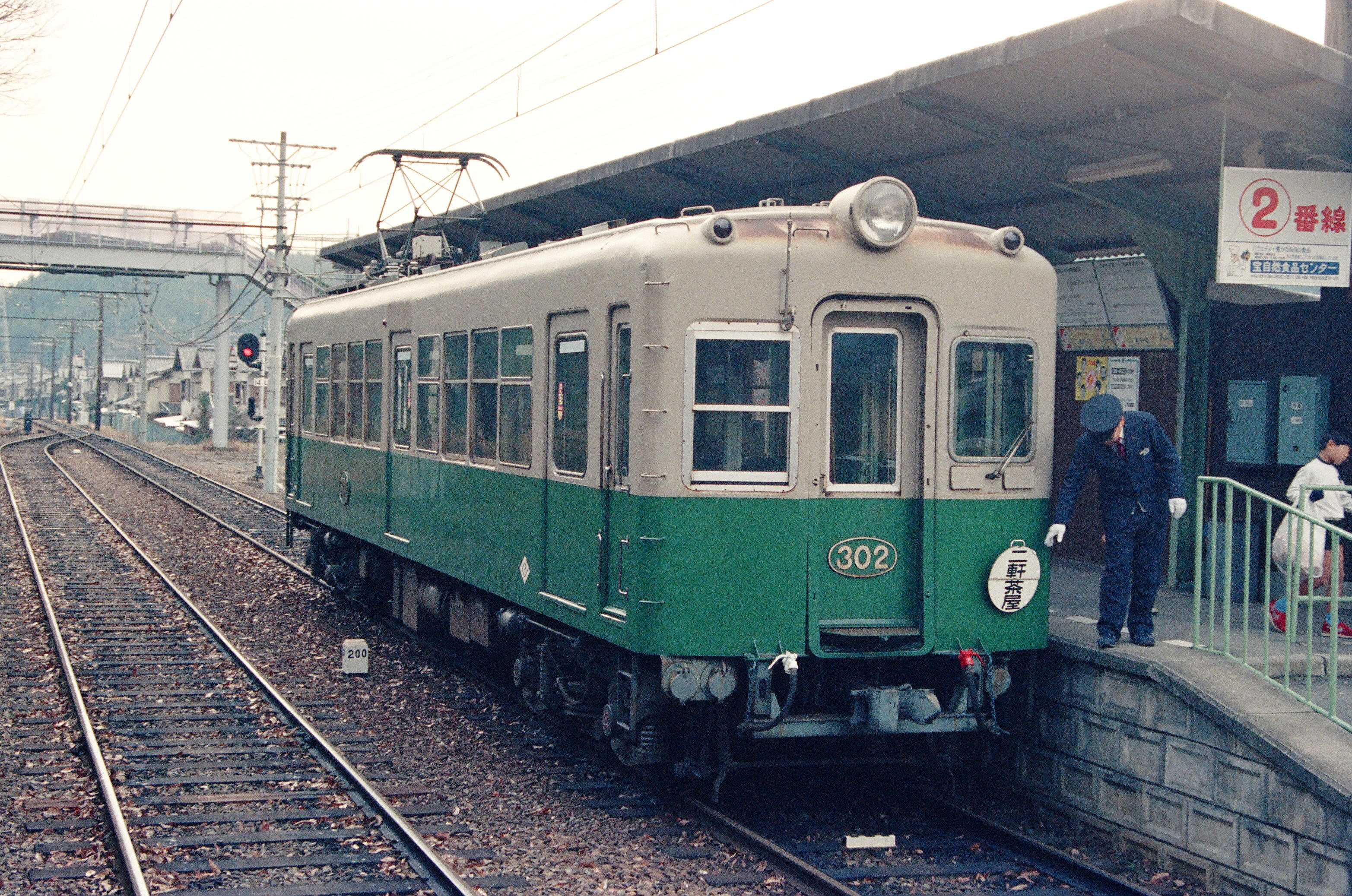
叡山線（現在は叡山電鉄）デオ300形。嵐山線と比べて車両のサイズは異なるが、塗装が嵐山線旧塗装と同じであることがわかる。

### 越前線
ここではえちぜん鉄道に継承されなかった車両を記す。

#### 電車

##### 京福電気鉄道設立以後入線

###### 1974年11月の形式称号改定以後在籍
- モハ241形 241-244
  - 前身は京福叡山線（現、叡山電鉄）デナ11形を狭軌化・制御車化したホクハ31形（初代）を1949年5月[31][32]に電装したホデハ31形。木造車だった同車を1957年[31][32]に新造車体で鋼体化した際に新形式となった。241、242は日本車輛、243,244はナニワ工機製。244は1989年4月[31]、241 - 243は1991年3月[31]廃車。
- モハ251形 251-254
  - ホデハ11形など1957年11月の福井口車庫火災焼失車の4両の代替として、被災車の電装品などを流用してホデハ（→モハ）241形と同型の車体を日本車輌で新造した車両。台車も被災した電動車3両からD-14やD-16を流用したが、254のみND-6という日本車輛が手持ちの試作台車を改造したものを履いていた[32]。251と253は1974年にホデハ→モハの形式称号変更時に番号を入れ替え、1988年に改めて番号を入れ替えて旧に復している[31]。253・254は1991年3月[31]に廃車。残り2両はワンマン化改造されて使用されたが、251は2000年12月17日に正面衝突事故を起こし[31]、それ以降は252も運用に就くことなく、全線運行停止中の2002年3月[31]に廃車された。
- モハ261形 261-263
  - 元京王デハ2400形。1964年入線。1976年廃車。
- モハ271形 271-273
  - 元相鉄モハ1000形（1004 - 1006）。1965年入線。271[34]と273は片運転台、272は中間電動車の3両固定編成。1973年に主電動機を廃車になったホデハ13、225などのものと交換[31]している。乗客の減少に伴い2両編成が恒常化したため、272は1983年6月[31]に、他の2両は1987年6月に廃車[31]。
- モハ281形 281-284
  - 元東急デハ3300形。1975年入線。1979年に車体更新を実施してノーシル・ノーヘッダー化。1986年廃車[35]。
- モハ301形 301-304
  - 元東急デハ3250形（3255 - 3257、3254）。太平洋戦争後に東急に投入されたデハ3700形などの見返りの車両供出で割り当てられ、1947年から1948年に[32][36]入線。301・304が、1928年汽車製造東京支店製の前面貫通形の池上モハ100形（後の目蒲モハ120形）、302・303が、1930年汽車製造製の前面非貫通形の池上モハ200形（後の目蒲モハ130形）が前身であるが、京福では全車とも1930年製として扱っていた[32]。後年302は外板張替えでウィンドシルとリベットがなくなり[32]、301は全面を非貫通化[37]。1978年4月[31]廃車。
- モハ3001形 3001-3008
  - 元南海モハ11001形。1974年に入線。2003年のえちぜん鉄道引継時に廃車。

###### 形式称号改定以前に除籍された車両
- ホクハ31形（2代） 31・32・33
  - ホサハ17形残存車の更新名目で、1964年に同車のTR10台車に阪神861形の車体を乗せて竣工した両運転台構造の制御車。両運転台のままなのは福井方に電空カム軸式（RPC）、越前大野・三国方に手動進段式（HL）と異なる制御器を載せ、どちらの制御器を持った電車でも総括制御が可能にしたため[38]。31が1971年7月[38][39]、33が1972年2月[38][39]、32が勝山 - 京福大野間廃止後の1974年11月[39]廃車。
- ホサハ61形 61・62
  - 1948年帝國車輛工業製。戦災車ホサハ18・20の台枠[39]・TR10台車[40]を流用し、国鉄63形の構造を取り入れた切妻形の車体を乗せた付随車。1972年4月[39][40]廃車。

##### 旧京都電燈所属
- ホデハ201形 201-202
  - 1927年5月[40][42]日本車両製。木造車体のボギー車で、三菱電機製の電装品を装備した電磁単位スイッチ式の間接非自動制御（HL制御）車。台車はD-16。201は1945年7月19日の福井空襲で焼失[40][41]し、1949年7月に東洋機械滋賀工場で半鋼製車体を製造して復旧[40][41]。202は1949年の火災で焼失し、同年に日本海ドックで半鋼製車体を製造して復旧[40][41]。そのため2両で各種寸法が異なる[41]。南海からの転用車に代替され1972年8月に廃車[41]。
- ホデハ211形 211-212
  - 1928年日本車両製。三国芦原ホデハ11型の類似車[43]で台車もD-16。ただし電機品は三菱製で2個モーター装備の間接非自動制御車[41]であった。1972年8月に廃車[41]。
- ホデハ221形 221-225
  - 1930年田中車輛製。メーカーは違うがホデハ11形とほぼ同一形態・同一性能。222は1957年の福井口車庫火災で焼失しホデハ（→モハ）252として復旧、225は1972年、221、223、224は1974年廃車。
- ホデハ231形 231-233
  - 1937年川崎車両製。台車は高野山電気鉄道101形の台車交換で発生した、川崎車両の手持ち台車である汽車製造BW54-18Lを流用したが、乗り心地が悪く戦後TR-11に交換している。233は1972年、231と232は1974年廃車。
- ホサハ17形 17-22
  - 1919年梅鉢鉄工所製。ダブルルーフの木造付随車で、かつて電動車であった。叡山線の車両と似ているが新製時から越前線の所属である。18と20は戦災で焼失しホサハ61、62として復旧。17は1957年の福井口車庫火災で被災し、ホデハ251が代替新造された際、電装品を供出したホデハ103をホサハ17（2代目）とした。残る19、21、22の3両は1964年に廃車、車体更新名義で先述のホクハ31形3両に台車を提供している。

##### 旧三国芦原電鉄所属
- ホデハ11形 11-20
  - 11 - 16が1928年、17 - 20が1929年。いずれも日本車輌製造製。当時日車が地方私鉄向けに設計していた15メートル級車両で、上田温泉電軌デナ200形、琴平電鉄3000形、一畑電気鉄道デハ1形など多数の類似車がある。制御器は電空カム軸式の芝浦RPC-50。地方私鉄としては異例の1形式10両が投入されたが、20は1935年に焼失して新形式のホデハ21形として復旧、15、17は1957年の福井口車庫火災で焼失してホデハ253、254に更新されている。戦災復旧車だった13が1972年、他は勝山 - 京福大野間廃止後の1974年11月[41]廃車。
- ホデハ21形 21
  - 1935年に福井車庫で焼失したホデハ20を、加藤車輛製の二段窓の新車体で復旧。勝山 - 京福大野間廃止後の1974年11月[41]廃車。

##### 旧永平寺鉄道所属
- デハ1形
  - 1925年加藤車両製。永平寺鉄道開通時の車両で、全長9mの2軸単車であったが、1935年にボギー化された。後に福井口車庫の入替車となり1969年廃車。
- ホデハ101形 101
  - 1926年加藤車輛製。全長14.4メートル級ボギー車。集電装置がボウコレクター（Yゲル）の直接制御車。戸袋窓は楕円形だったが後年埋め込まれている。丸岡線廃止直後の1968年8月に廃車。
- ホデハ102形 102-103
  - 1929年日本車両製。ホデハ211形の同形車であるが、101同様集電装置がボウコレクター（Yゲル）の直接制御車であった。台車は日車D-14。102は永平寺線部分廃止の1969年9月に廃車[44]。103は1957年に焼失したホサハ17（初代）の代替新造車・ホデハ251に電装品を譲りホサハ17（2代目）となり、1972年2月に廃車[40][45]。
- ホデハ104形 104-107
  - 1930年日本車輛製。ホデハ102形とほぼ同型の増備車。直接制御車でボウコレクターを使用していた[46]のも同じだが、1964年までにパンタグラフ化されている[47]。106、107が永平寺線部分廃止の1969年に、104、105が南海からの譲渡車に代替され1972年に廃車。

#### 電気機関車
- テキ7形 (7, 8) - 1919年梅鉢鉄工所製。えちぜん鉄道に継承されたテキ6形と同形の車体だが、搭載された制御器が異なる。
- テキ501形 (501) - 元庄川水力電気専用鉄道庄水5。1980年廃車。
- テキ511形 (511, 512) - 元国鉄EC40形。片側のボンネットを取り除きデッキが設置されていた。511は、1964年に国鉄が10000形に復元保存するため、ED28 11（後のテキ531）と交換され、鉄道記念物として保存されている。512は、1970年廃車。
- テキ531形 (531) - 元国鉄ED28 11。前記テキ511との交換で入線した。1980年廃車。

## 運賃・乗車券

### 普通運賃・普通乗車券
嵐山本線、北野線を通じて、大人250円、小人120円の全線均一運賃である（2023年4月1日改定）。定期運賃も均一の全線定期券のみである。
2002年6月30日までは180円、210円、230円の区間制運賃であった。スルッとKANSAI加盟に際し、降車時のみのカード処理で済ませられるよう、2002年7月1日から均一運賃（大人200円、小人100円）となった。これに伴い、不要となった各車両の整理券発行機は撤去された。定期運賃は、距離制が維持された。
2014年4月1日の消費税率改定(5%→8%)の際は、国土交通省（近畿運輸局）から上限運賃210円の認可を受けた上で、適用運賃は200円として値上げを見送ったが、2015年4月1日に適用運賃を210円とする値上げが行われた。さらに、2017年4月1日に220円に値上げされた。定期運賃も均一となり全線乗車可能となった。2023年4月1日に250円に値上げされた。

### ICカード

相互利用関係（クリックで拡大）

2011年4月1日より、IC乗車カードのPiTaPaと、自社専用の「らんでんカード」が導入された。
2011年4月1日からはICOCAも利用可能となり、2013年3月23日からは全国相互利用交通系ICカードにも対応した。ただし、京福電鉄の駅および車内ではチャージできないため、事前に他社局の駅などでチャージしておく必要がある。また、割引用manaca、割引用はやかけん、障がい者用nimocaは利用できない（相互利用対象外）。
らんでんカードの発売額は大人2,500円（デポジット500円を含む）。有人駅または車内で2,000円単位でチャージでき、2,200円分利用できる。チャージ額の有効期限は6か月で、その後は無効になる。ただし有効期限が切れる前に追加でチャージすれば、チャージ残額全体の有効期限が6か月後まで延長される。沿線店舗の優待特典が付く。

### 割引乗車券等
嵐電1日フリーきっぷ
全線が1日乗り放題になる1日乗車券。四条大宮・帷子ノ辻・嵐山・北野白梅町の4つの有人駅や嵐電嵯峨駅前の喫茶店、一部のホテルで、700円（小児350円）で発売している。1日に3回以上乗車すれば割安になるほか、付属のクーポンで沿線社寺や観光施設で拝観料・入場料の割り引きを受けたり、粗品の進呈を受けたりすることができる。予め購入して後日利用する場合のために、通用日はスクラッチ方式により利用者が決めることができる。
嵐電・嵯峨野フリーきっぷ
グループである京都バスの嵐山・嵯峨野地区から京都市中心部のバス路線と嵐電が1日乗り放題となる。社寺や観光施設での優待特典が付く。2013年4月1日から発売。
京都地下鉄・嵐電1dayチケット
2008年の京都市営地下鉄の太秦天神川駅延伸、京福の嵐電天神川駅開業を受けて、同年3月28日から発売された。それぞれの全線で1日乗り降り自由となる。各駅の近くの商店等に委託されている回数券販売所でも販売されているほか、平成エンタープライズが運行する高速バス「VIPライナー」のオプションとして組み込むことができる。
同時に発売された「京都嵐山・びわ湖大津1dayチケット」は2015年3月31日に終売となった。京阪京津線・京阪石山坂本線も利用可能区間に含まれていた。
京都・嵐山1dayパス（阪急版／能勢版）
嵐電全線と京都バスの嵐山・嵯峨野エリア、阪急電鉄の全線または、加えて能勢電鉄が乗り放題の1日乗車券で、春と秋の季節限定で発売される。
以下の乗車券は発売を終了した。
バス（市バス・京都バス・西日本JRバス）・嵐電一日券
嵐電と京都バス・京都市営バス・西日本JRバスの均一運賃区間が1日間自由に乗り降りできる。2017年4月1日から「バス（市バス・京都バス）・嵐電一日券」として有人駅および京都市交通局の市バス・地下鉄案内所と定期券発売所で販売。2021年10月1日から西日本JRバスも利用可能となり「バス（市バス・京都バス・西日本JRバス）・嵐電一日券」と改称して発売されていたが、2023年3月31日限りで発売を終了した。

2010年3月27日から1年間、嵐電開業100周年を記念して土・日曜日及び年末年始・お盆期間の小児運賃が無料となる「休日は家族みんなで出かけようキャンペーン」が実施された。
紙の回数券（11券片、発売額2,000円、3か月有効）は2011年4月1日をもって廃止され、代替として「らんでんカード」が発売された。
2002年7月1日から2018年1月31日までスルッとKANSAI対応カードが利用可能であった。京福電鉄では大人2,000円券のみを発売した。カード処理機は路線バス車内に搭載されているものと同様のもので、有人駅改札口および車両内の運転台後ろに設置された。券面印字は有人駅の処理機では「京福 四大宮」「京福 帷子辻」「京福 嵐山」「京福 白梅町」、車内処理機では「京福電鉄」となっていた。

## 乗降方法
係員が配置されているかどうかで乗降方法が異なる。運賃は、降車時に払う。
- 係員配置駅（配置時間）：
  - 四条大宮駅：7:00 - 20:00
  - 北野白梅町駅：7:30 - 17:30
  - 帷子ノ辻駅：7:00 - 23:00
  - 嵐山駅：9:30 - 18:00
- 係員無配置駅：その他すべての駅

係員配置駅からの乗車方法
係員配置駅での自動券売機は廃止されているため、1日乗車券や割引乗車券等は窓口で購入する。普通乗車券の改札はせず、そのまま乗車する。1日乗車券は購入時に日付が印字または押印されているので、そのまま乗車する。乗車券を買わずに乗車しても構わない。基本的に後扉から乗車する。
係員無配置駅での乗車方法
後扉から乗車する。駅での乗車券の発売はないが、駅近隣の店舗などで、割引乗車券類を発売しているところもある。
係員無配置駅での降車方法
前扉より降車する。降車時に運賃を支払う。現金で支払う場合は車内の運賃箱へ投入し、ICカードで支払う場合は運賃箱のカード読み取り機にタッチする。普通乗車券は運転士に引き渡す。1日乗車券等は日付面を運転士に提示する。
係員配置駅（係員配置時間帯）での降車方法
前扉と後扉のどちらから降車してもよい。運賃を現金で支払う場合は改札口に設置されている運賃箱へ投入し、ICカードで支払う場合は改札口の運賃箱のカード読み取り機にタッチする。普通乗車券は駅係員に引き渡す。1日乗車券等は日付面を駅係員に提示する。
係員配置駅で無配置の時間帯は、係員無配置駅の取り扱いに準じるが、嵐電天神川駅、太秦広隆寺駅、御室仁和寺駅など、係員無配置駅で観光客や乗継客が多い駅では多客が見込まれる時間帯に係員が派遣され、ホーム上で運賃収受業務を補助することがある。

## 妖怪電車

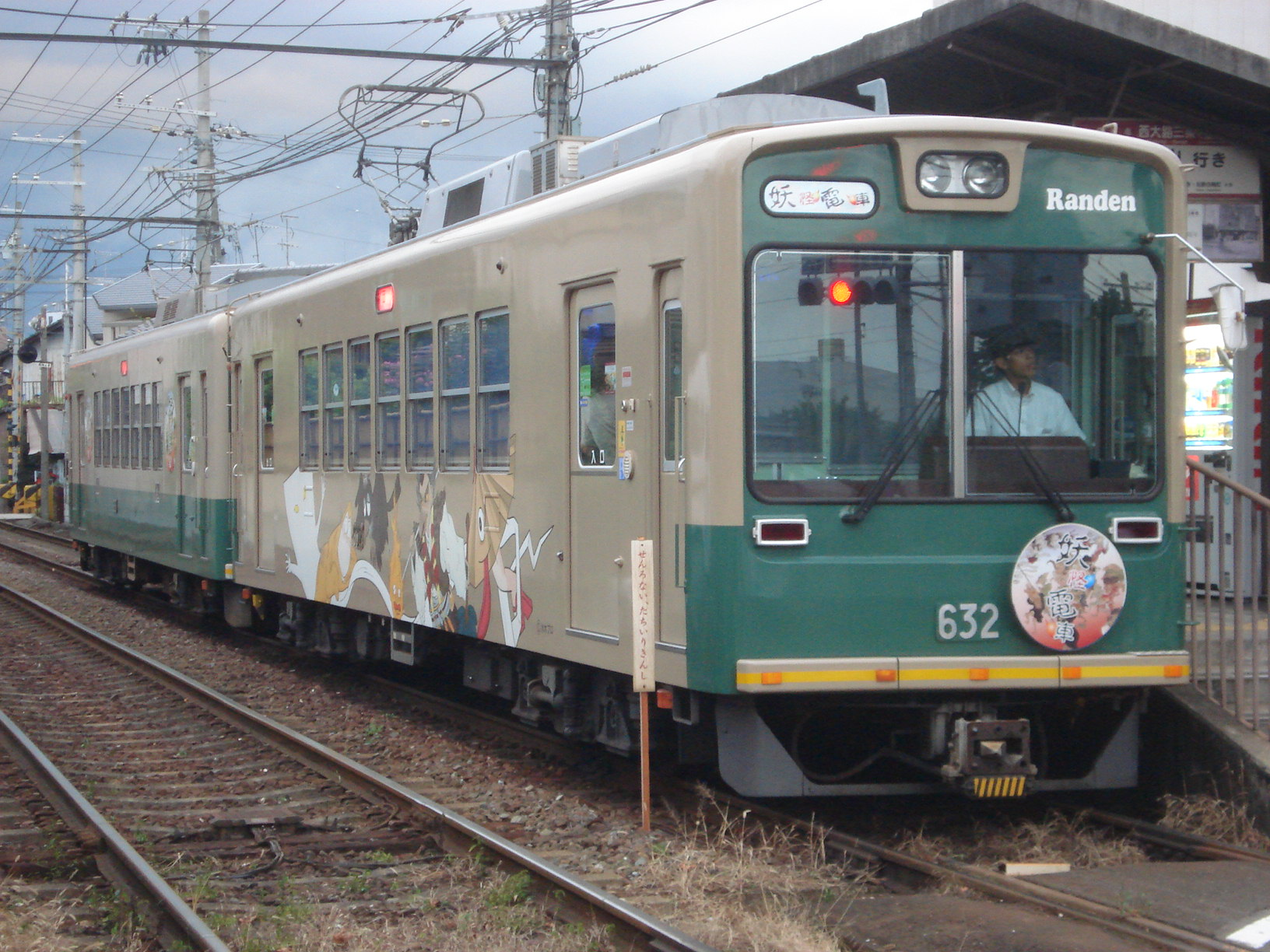
2011年に運転された「妖怪電車」

2007年から乗客誘致策のひとつとして夏季に妖怪電車が運転されている。夕刻以降嵐山本線と北野線に臨時列車として運転される。一般乗車券や1日乗車券、割引乗車券等では乗車できず、通常の運賃と同額で発売される専用の乗車券が必要である。妖怪の仮装をした乗客は50円（2016年は10円、2019年は100円）で乗車できたが、4年ぶりの運行となった2023年は、運賃の割引はなく、嵐山駅はんなり・ほっこりスクエアの各店舗で100円のお買い物券として利用できる「妖怪札」の進呈になった。
妖怪電車は車内照明にブラックライトを使用したり、様々な妖怪を紹介するポスターを掲示したり、車両に取り付けられている方向幕が青くなるなどムードの演出がされている。一般の仮装客のほか、地域のまちづくり組織も仮装して参加協力するなどイベントの盛り上げに一役買っている。2011年の運行時は、前面方向幕部分には「妖怪電車」の文字のシートが貼られ、側面方向幕は「団体」表示の一方赤く照らされる演出がされた。
2010年までは、嵐山本線四条大宮 - 嵐山間を3往復後、嵐山→北野白梅町、北野白梅町→帷子ノ辻→西院と北野線にも乗り入れていたが、2011年は、嵐山本線四条大宮 - 嵐山間2往復の運転にとどまった。
車両は、基本的にモボ611形、モボ621形、モボ631形のいずれかが使用されるが、場合により、モボ21形やモボ501形も使用されることがある。

## 関連商品
- 2003年のタイトーの列車運転ゲーム『電車でGO! 旅情編』に、京福電鉄として登場している（路線は嵐山本線・北野線）。
- 嵐山駅・帷子ノ辻駅・四条大宮駅・北野白梅町駅では、京福電鉄オリジナルグッズとして電車型ストラップ・文具セット・ポストカードなどが発売されている。
- 2009年10月14日の江ノ島電鉄との姉妹提携を記念し、ペーパークラフト付き記念乗車券やクリアファイルが発売された。
- 2010年3月25日の嵐電開業100周年に記念し缶バッジ付記念乗車券が発売された。京紫色の新塗装にちなんだ台紙である。

### 書籍
- 高井薫平『昭和30年代～50年代の地方私鉄を歩く　第17巻 　北陸の電車たち（３）　福井県の私鉄』株式会社ネコ・パブリッシング、2023年6月30日。ISBN 978-4-8021-3385-2。

### 雑誌記事
- 鈴木洋「他社に渡った京王の車両」『鉄道ピクトリアル』第278号、電気車研究会、1973年5月、57-58頁。
- 藤井信夫「私鉄車両めぐり(102)　京福電気鉄道　福井支社」『鉄道ピクトリアル』第295号、電気車研究会、1974年7月、64-74頁。